# Râul Zăbala, Râul Negru
Râul Zăbala este un curs de apă, afluent al Râului Negru. 